# Жолобок (Бєлгородська область)
Жолобок — хутір у Шебекинському районі Бєлгородської області.

## Географія
Хутір Жолобок розташований на рівнині, за 7 кілометрів від Максимовки та за 7 кілометрів від кордону з Україною.
З хутора йде асфальтована дорога в хутір Бабенков, а звідти — до Мєшкового та Максимовки. В інший бік йде ґрунтова дорога в хутір Кріпацький.
Хутір складається з однієї асфальтованої вулиці, що починається від дороги на Бабенков і закінчується глухим кутом. На північний схід від хутора протікає струмок. На протилежному березі струмка раніше була ще одна вулиця, але зараз усі будинки на ній покинуті.

## Галерея

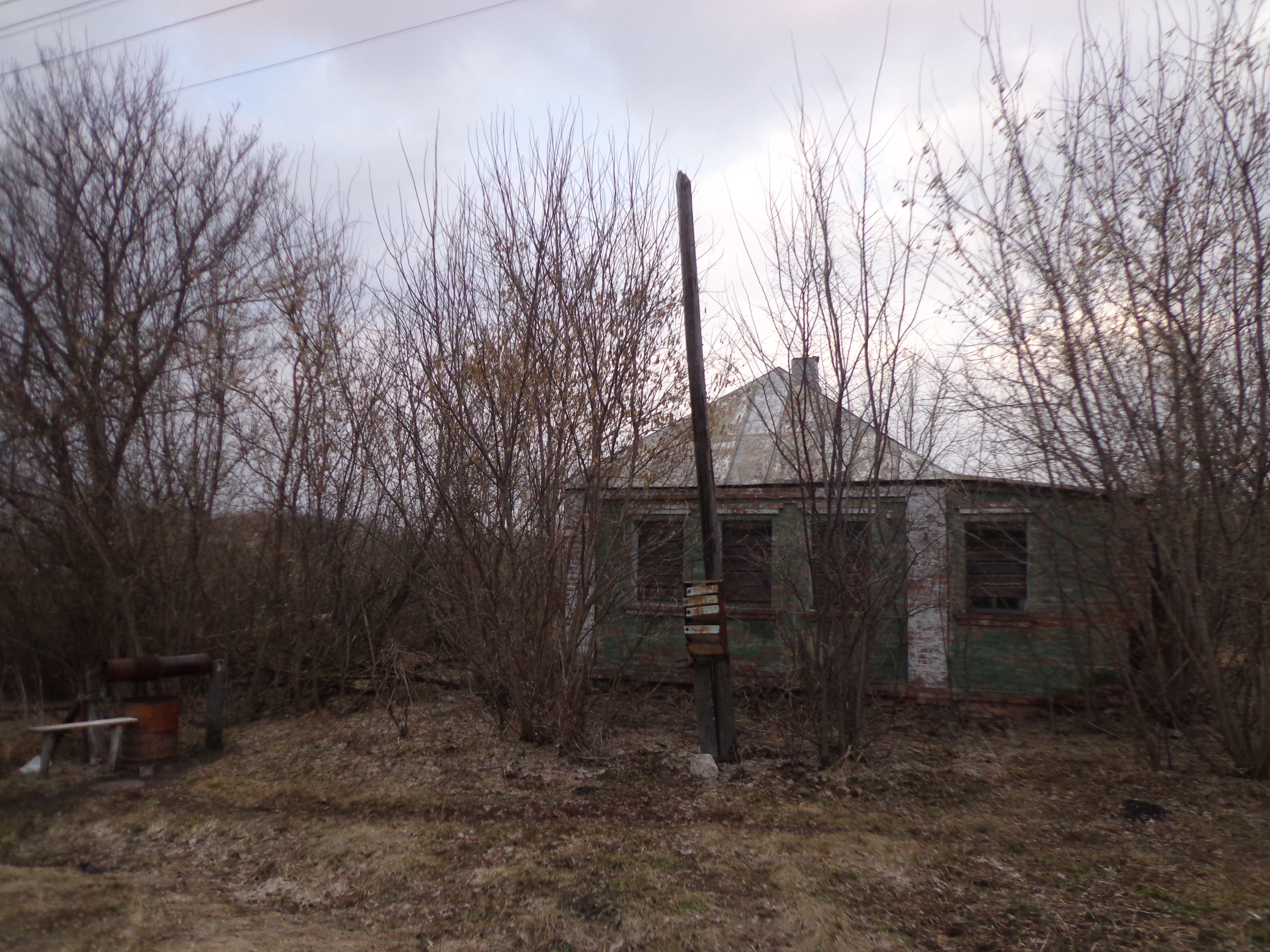
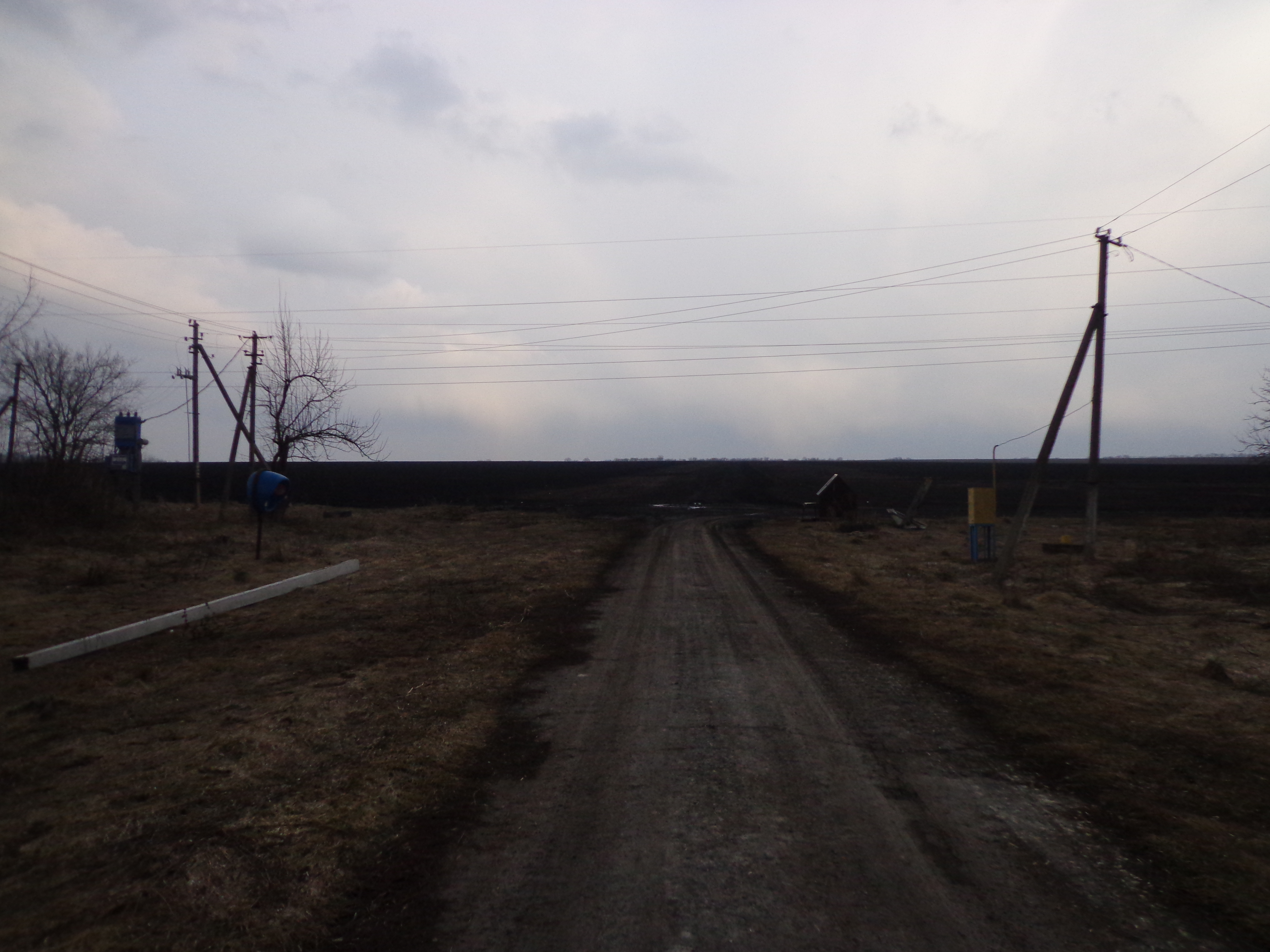
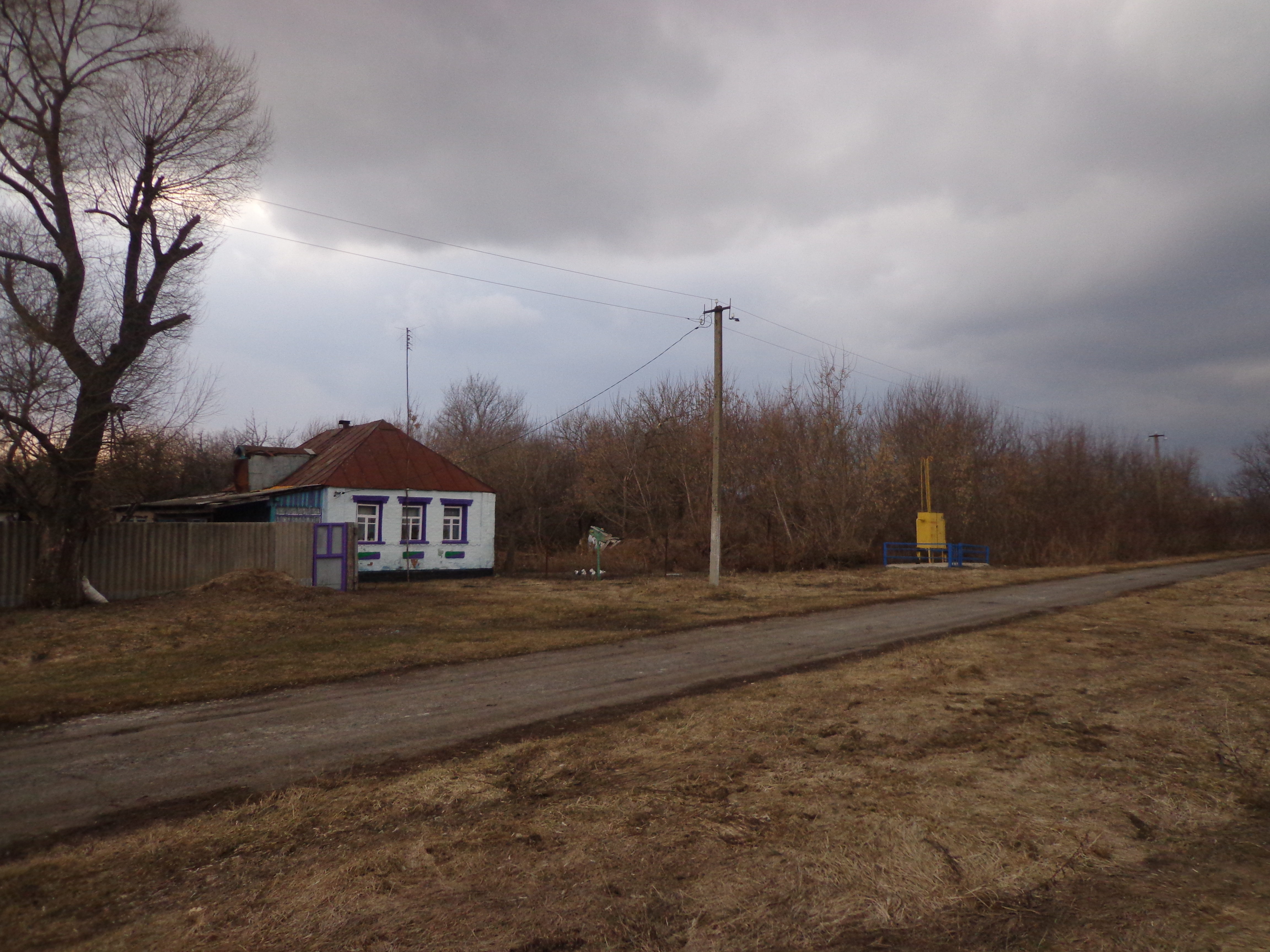
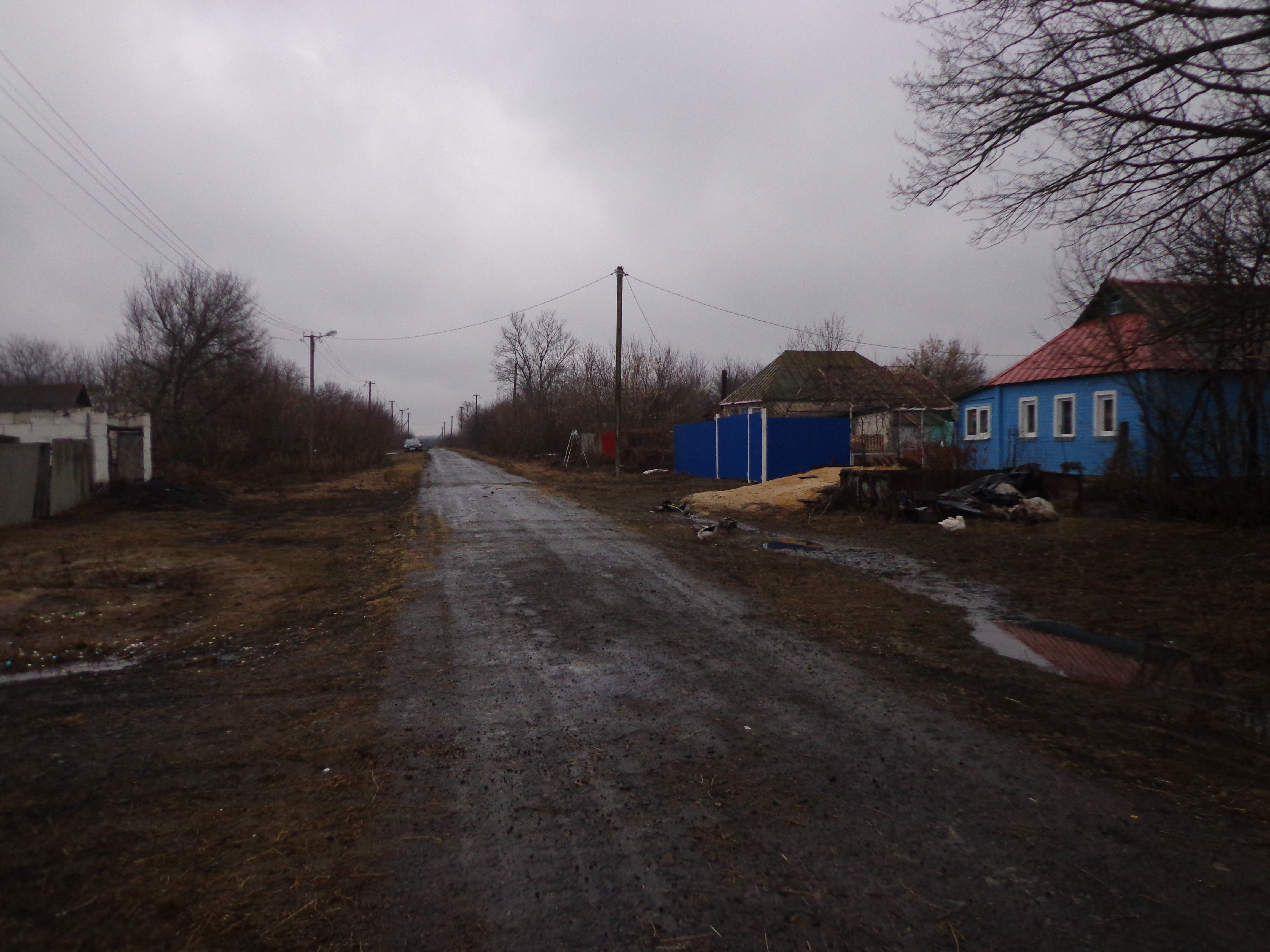

## Населення
| 2002 | 2010 |
| ---- | ---- |
| 39   | ↘21  |